# 長頜裸燈魚
長頜裸灯鱼（学名：Gymnoscopelus hintonoides）为輻鰭魚綱燈籠魚目灯笼鱼科的其中一種，分布於南半球亞熱帶至南極間的海域，屬深海魚類，棲息深度2220-2350公尺，體長可達14公分，可做為食用魚。

## 外部連結
長頜裸灯鱼的圖片 （页面存档备份，存于）

## 扩展阅读
維基物種上的相關：長頜裸灯鱼